# Ambasadori
Ambasadori – jugosłowiański zespół pop-rockowy.

## Historia
Zespół został założony w 1968 roku przez gitarzystę Slobodana Vujovicia. Największym osiągnięciem grupy było reprezentowanie Jugosławii w Konkursie Piosenki Eurowizji 1976. Zespół zajął 17. miejsce.

## Muzycy

### Wokaliści
- Miroslav Balta
- Zdravko Čolić
- Ismeta Dervoz - Krvavac
- Jasna Gospić
- Hajrudin Varešanović

### Keyboardziści
- Robert Ivanović
- Vladimir Pravdić
- Sead Džumhur
- Miroslav Maraus
- Sinan Alimanović
- Neven Pocrnjić
- Ranko Rihtman
- Damir Jurišić
- Darko Arkus

### Basiści
- Slavko Jerković
- Zlatko Hold
- Ivan Vinković
- Enes Bajramović
- Hrvoje Tikvicki
- Nenad Čikojević
- Edo Bogeljić
- Nazif Dinarević

### Perkusiści
- Tihomir Dolewek
- Perica Stojanović
- Miroslav Šaranović
- Sead Avdić
- Dragan Nikačević
- Velibor Čolović

### Saksofoniści
- Ivica Sindičić
- Andrej Stafanović

### Puzonista
- Srdjan Stefanović

### Trębacz
- Krešimir Vlašić

### Gitarzysta
- Slobodan Vujović

## Dyskografia

### Albumy studyjne i kompilacje
- Ambasadori (Diskoton, 1975)
- Ambasadori 72-76 (Diskoton, 1977 kompilacja)
- Dao sam ti što se moglo dati (Diskoton, 1980)

### Single i EP
- Plačem za usnama tvojim / Zapjevaj (Beograd Disk, 1971)
- Srce te želi / Kao rijeka (PGP Radio Kruševac, 1973)
- Sviraj mi, sviraj / Sve što kaže mama (PGP Radio Kruševac, 1973)
- Negdje na nekom moru / Lijepe riječi (Diskoton, 1974)
- Susret / Znam (Diskoton, 1974)
- Pustite da sanjam / Jedan stih (Diskoton, 1975)
- Zemljo moja / Budi s njom (Diskoton, 1975)
- Noćas mi se pjesma piše / Ne mogu skriti svoj bol (Diskoton, 1976)
- Usne imam da ga ljubim / Prazan je moj dom (Diskoton, 1976)
- Dođi u pet do pet / Jer želim sada sve da znam (Diskoton, 1977)
- Zaboravimo sve (Diskoton, 1977)
- Otkriću ti jednu važnu stvar / Ne budi me noću kad sanjam (Diskoton, 1978)
- Tri bijela kruga / Mala luka (Diskoton, 1978)

### Inne
- Moć ljubavi / Staza prema suncu (Diskoton, 1974)
- Kočijašu stani malo (Diskoton, 1975)
- Između jave i sna / Krug (Diskoton, 1977)